# Kalakafra
Kalakafra (ou Kala Kafra) est un canton du Cameroun situé dans le département du Logone-et-Chari et la Région de l'Extrême-Nord, au sud du lac Tchad, à la frontière avec le Tchad. Il fait partie de la commune de Logone-Birni. Il comprend notamment deux villages du même nom, Kalakafra I et Kalakafra II.

## Population
Lors du recensement de 2005, on a dénombré 7 833 personnes dans le canton, 273 à Kalakafra I et 670 à Kalakafra II.